# Ela (Band)
Ela, Eigenschreibweise ELA, ist eine deutsche Metal-Band.

## Geschichte
Nach der Auflösung von Com’n’Rail im Jahr 2009 durch Michaela „Ela“ Eichhorn gründete sie die Band Ela. In einer ersten Kooperation mit Martin Engler von Mono Inc. entstanden die Alben Passion und Make My Day. Die Singleauskopplungen After the Rain, Out of Time und Bleed erreichten einen Achtungserfolg bei unterschiedlichen Online-Portalen. Im Jahr 2010 gründete Michaela Eichhorn gemeinsam mit Ritchie Blackmores Sohn Jürgen Richard Blackmore und Tony Carey das „Rock and Racing Team“ EBC Roxx, mit dem separate Veröffentlichungen erschienen.
Das 2015 erschienene Album Nervous Breakdown wurde von Jörg Uken (soundlodge) produziert und von Sascha Paeth (Avantasia, Beyond The Black, Edguy) gemischt. Im selben Jahr kam Ralf Stoney (Ex-Stormwitch) als Gitarrist in die Band.
Der langjährig durch Live- und Sessionmusiker besetzte Posten des Schlagzeugers wurde zuerst durch Manuel Stahl und später durch Micha Kasper (Ex-Glenmore, Stormwitch) ausgefüllt. Anfang Februar 2016 nahm die Band im The Red Room Studio von Andy Horn die EP Out of this World auf. Im April 2016 begann sie eine Tour durch Deutschland und Tschechien. Zeitgleich wechselte die Band 2016 von Borila Rekords zu Massacre Records. Im August 2016 ersetzte Quentin Compson (Ex-Stormwitch) Axel Mackenrott am Keyboard. Mit Dean DiXon wurde im Januar 2017 eine neue zweite Stimme für den Begleitgesang verpflichtet. Im April 2017 trennte sich die Band von Compson und DiXon. In den Monaten darauf erfolgten Aufnahmen mit Andy Horn im The Red Room Studio für das Album Second Reality, welches im September 2017 über Massacre Records veröffentlicht wurde und sich wochenlang in den Deutschen Rock und Metal Charts befand. Anschließend bestritt Ela eine Deutschland-Tournee als Vorgruppe für Grave Digger.
Nach dieser Tour verließ auch Bassist Chris Kolb die Band und wurde durch den Reutlinger Ex-Manila-Motel/Noplies-Bassisten Marco Tardanico ersetzt. Weitere Umbesetzungen folgten in den Jahren danach. Johannes Göring ersetzte Ralf Stoney im Jahr 2018. Im folgenden Jahr kam Matthias Coconcelli als Schlagzeuger dazu, verließ die Band und wurde erst von Volker Gerstner, später von Martin Hämmerle ersetzt. Andreas Augat kam als zweiter Gitarrist zu Ela, wurde später aber von Bernhard Hämmerle ersetzt. Auch Tardanico verließ die Gruppe. An seiner statt wurde Martin Albrecht als Bassist hinzugezogen.

## Stil
Die ersten Veröffentlichungen wurden von Rezensenten vornehmlich der Popmusik zugerechnet. Bereits zur EP Out of Time nahm der Anteil Rockmusik zu. Dem zweiten Studioalbum Make My Day wurde von Rezensenten Anteile eines modernen Hard Rock attestiert. Hierbei wurde die Gruppe ebenso mit Bonfire, Doro Pesch und Mother’s Finest verglichen wie mit Shania Twain, Bonnie Tyler und Chris Norman. Mit der EP Out of this World änderte sich der Stil erneut und griff insbesondere im Gitarrenriffing Anteile des Symphonic Metals auf. Die Band wies laut Heavy Metal Heaven auf Out of this World Einflüsse von Nightwish und Lacuna Coil auf. Das dritte Studioalbum wurde mit Verweis auf Gruppen wie Edguy und Powerwolf als „Euro Power Metal mit erdiger Hard Rock Schlagseite“ beworben und beurteilt.

## Diskografie
- 2008: Passion (Album, NoCut)
- 2008: Little Lies (Single, NoCut)
- 2009: Make My Day (Album, RockUp Records)
- 2009: After the Rain (Single, RockUp Records)
- 2009: Out of Time (feat. J.R. Blackmore) (Single, Twilight-2)
- 2015: Nervous Breakdown (Album, Borila Rekords)
- 2016: Out of this World (EP, Borila Rekords)
- 2017: Second Reality (Album, Massacre)